# Sita Buzăului
Sita Buzăului (en hongrois : Szitabodza) est une commune roumaine du județ de Covasna, dans le Pays sicule en Transylvanie. Elle est située au sud de Întorsura Buzăului dans une zone à vocation rurale, forestière et de tourisme rural. Elle est composée des trois villages suivants:
- Crasna (Bodzakraszna)
- Sita Buzăului, le siège de la commune
- Zabratău (Zabratópatak)

## Climat
Le climat est de type continental, très rude, avec une longue période d'enneigement et des températures descendant sous −30 °C en hiver et grimpant au-dessus de 30 °C en été.

## Histoire
La commune est mentionnée pour la première fois par le dictionnaire des localités de Transylvanie en 1533 ("Dicționarul localităților din Transilvania").